# Sergei Alexandrowitsch Subow
Sergei Alexandrowitsch Subow (russisch Сергей Александрович Зубов; englische Transkription: Sergei Alexandrovich Zubov; * 22. Juli 1970 in Moskau, Russische SFSR) ist ein ehemaliger russischer Eishockeyspieler und derzeitiger -trainer. Den Großteil seiner aktiven Karriere verbrachte der Verteidiger in der National Hockey League und absolvierte dort über 1000 Partien für die New York Rangers, Pittsburgh Penguins und Dallas Stars. In den Playoffs 1994 gewann er mit den Rangers den Stanley Cup und wieder holte diesen Erfolg im Jahre 1999 mit den Stars, die seine Trikotnummer 56 nicht mehr vergeben. Darüber hinaus errang er mit der Eishockeynationalmannschaft der GUS die Goldmedaille bei den Olympischen Winterspielen 1992. Seit 2019 gehört der Russe der Hockey Hall of Fame an.
Als Cheftrainer betreute Subow den SKA Sankt Petersburg (2015–2016), anschließend bis Oktober 2019 den HK Sotschi und 2021 Dinamo Riga aus der Kontinentalen Hockey-Liga. Seit 2022 ist er erneut Assistenztrainer beim SKA Sankt Petersburg.

## Karriere

### Als Spieler
Subow begann seine Karriere bei HK ZSKA Moskau und wurde beim NHL Entry Draft 1990 in der fünften Runde an insgesamt 85. Position von den New York Rangers ausgewählt. In der NHL-Saison 1993/94 gewann er mit den Rangers zum ersten Mal den Stanley Cup, für New York war es die erste Meisterschaft seit 1940. Während der regulären Saison hatte der Russe 89 Scorerpunkte erzielt, mehr als jeder andere Spieler der Rangers in dieser Saison. Im August 1995 wurde der Verteidiger zusammen mit Petr Nedvěd zu den Pittsburgh Penguins transferiert, die Rangers erhielten im Gegenzug die Spieler Luc Robitaille und Ulf Samuelsson. In Pittsburgh absolvierte Subow noch eine Spielzeit, bevor er am 22. Juni 1996 im Tausch gegen Kevin Hatcher zu den Dallas Stars transferiert wurde. Mit den Stars gewann der Verteidiger in der Saison 1998/99 zum zweiten Mal in seiner Karriere den Stanley Cup. In der folgenden Spielzeit erreichte Subow mit den Stars erneut die Stanley-Cup-Finalspiele, verlor diese allerdings in sechs Begegnungen gegen die New Jersey Devils. Der russische Verteidiger war an diesen Erfolgen gemeinsam mit Ed Belfour, Brett Hull und Mike Modano maßgeblich beteiligt.
Subow war in Dallas einer der Führungsspieler und zeigte dabei wertvolle Qualitäten als Offensivverteidiger. Er fiel auch aufgrund seiner fairen Spielweise auf und sammelte nur wenige Strafminuten. Am Ende der Saison 2002/03 erreichte er mit den Stars das Conference Semifinal, in dem diese mit 2:4 an den Anaheim Ducks scheiterten. Subow trug dazu insgesamt 79 Scorerpunkte bei und war damit hinter Modano zweitbester Scorer des Teams. In den folgenden drei Spieljahren kamen die Stars nie über die erste Playoff-Runde hinaus. Während des Lockouts in der Saison 2004/05 pausierte Subow mit dem Eishockey.
Nach der Saison 2005/06 wurde er dank seinen guten Allround-Fähigkeiten für die James Norris Memorial Trophy nominiert. Der Pokal ging jedoch an Nicklas Lidström von den Detroit Red Wings, Subow erhielt bei der Abstimmung die drittmeisten Stimmen. In den Playoffs 2008 erreichte er mit den Stars das Finale der Western Conference, in dem sie den Detroit Red Wings mit 2:4 unterlagen. Zuvor hatte er den Großteil der regulären Saison aufgrund eines Leistenbruchs verpasst.
Zu Beginn der NHL-Saison 2008/09 unterzog sich der Abwehrspieler einer Hüftoperation und verpasste die ersten zwölf Spiele der Saison. Nach einem Spiel der Stars gegen die San Jose Sharks verletzte sich Subow erneut an der Hüfte, was eine weitere Operation zur Folge hatte. Sergei Subow fehlte den Stars für die restlichen 60 Spiele der Saison, sein auslaufender Vertrag wurde nicht verlängert. Am 30. Juli 2009 unterzeichnete der Russe einen Zweijahresvertrag bei SKA Sankt Petersburg aus der Kontinentalen Hockey-Liga.
Am 18. April 2011 trat Subow aufgrund anhaltender Hüftprobleme vom aktiven Leistungssport zurück, nachdem er die komplette Spielzeit zuvor verpasst hatte.
Im Jahre 2019 ehrte man seine Spielerkarriere mit der Aufnahme in die Hockey Hall of Fame. Zudem wurde seine Trikotnummer 56 bei den Dallas Stars im Januar 2022 gesperrt.

### International
Auf internationaler Ebene trat Subow erstmals bei der Junioren-Europameisterschaft 1988 in Tschechien in Erscheinung. Für die UdSSR absolvierte der damals 17-jährige alle sechs Turnierpartien und gewann mit der Mannschaft, der auch Pawel Bure angehörte, die Bronzemedaille hinter der Tschechoslowakei und Finnland. Trotz lediglich zwei Vorlagen im Turnierverlauf wurde Subow zum besten Verteidiger des Wettbewerbs ernannt und ins All-Star-Team berufen. Im folgenden Jahr spielte der offensiv-begabte Abwehrspieler bei der Junioren-Weltmeisterschaft in den Vereinigten Staaten erneut für die UdSSR. Im Land des Erzrivalen feierte die Sbornaja den Gewinn der Goldmedaille knapp vor den dahinter platzierten Schweden. Subow trug dazu in sieben Spielen fünf Assists bei. Den Titelgewinn konnte das Team bei der Junioren-Weltmeisterschaft 1990 in Finnland nicht wiederholen. Kanada besiegte die UdSSR, die sich somit mit dem zweiten Rang und der Silbermedaille begnügen musste. Der Verteidiger war mit einem Tor und weiteren drei Vorlagen aber erneut erfolgreich.
Nach dem Zerfall der Sowjetunion spielte Subow erst bei den Olympischen Winterspielen 1992 im französischen Albertville wieder international. Für das Vereinte Team – die Nationalmannschaft der Gemeinschaft Unabhängiger Staaten – bestritt er acht Partien im Verlauf des olympischen Eishockeyturniers. Dank Siegen über die USA im Halbfinale sowie Kanada im Finale gewann das Team die Goldmedaille. Mit einer Torvorbereitung trug Subow zu diesem Erfolg bei.
Im gleichen Jahr wurde Subow auch für die Weltmeisterschaft in der Tschechoslowakei nominiert. Fortan spielte er jedoch für Russland. Die Mannschaft enttäuschte allerdings – trotz einer fast makellosen Vorrunde – mit einem fünften Platz. Bereits im Viertelfinale scheiterten die Russen am späteren Weltmeister Schweden. Für Subow sollte es aber sein – statisch gesehen – bestes Turnier bei den Senioren sein. In sechs Spielen gelangen dem gebürtigen Moskauer vier Scorerpunkte, darunter zwei Tore. Es dauerte ganze vier Jahre, ehe Subow aufgrund seines Nordamerika-Engagements wieder für Russland auflief. Im Rahmen des erstmals ausgetragenen World Cup of Hockey 1996, dem Nachfolger des Canada Cup, erreichten die Russen das Halbfinale. Dort unterlagen sie im Halbfinale dem späteren Sieger aus den USA. Subow absolvierte vier der fünf Partien, in denen er zweimal punktete.

### Als Trainer
In der Saison 2011/12 war er Assistenztrainer beim SKA Sankt Petersburg. Zwischen 2012 und 2014 arbeitete er in gleicher Funktion beim HK ZSKA Moskau, ehe er zum SKA zurückkehrte und weiter als Co-Trainer arbeitete.
Ab Oktober 2015 war er Cheftrainer beim SKA und betreute das Team in dieser Funktion bis zum Ende der Saison 2015/16. Subow erreichte mit dem SKA das Konferenz-Finale, in dem sein Team dem HK ZSKA Moskau mit 0:4 Siegen unterlag.
Im März 2017 übernahm er als Cheftrainer den HK Sotschi und führte das Team zweimal in die Play-offs, in denen das Team jeweils in der ersten Runde ausschied. Im Oktober 2019 wurde er entlassen. Zwischen April und Oktober 2021 war Subow Cheftrainer bei Dinamo Riga, ebenfalls aus der KHL. Anschließend gehörte er dem Trainerstab der russischen Nationalmannschaft an.
Seit der Saison 2022/23 ist er erneut Assistenztrainer beim SKA Sankt Petersburg.

## Erfolge und Auszeichnungen
| - 1989 Sowjetischer Meister mit ZSKA Moskau - 1991 Spengler-Cup-Gewinn mit ZSKA Moskau - 1994 Stanley-Cup-Gewinn mit den New York Rangers - 1998 Teilnahme am NHL All-Star Game - 1999 Teilnahme am NHL All-Star Game - 1999 Stanley-Cup-Gewinn mit den Dallas Stars - 2000 Teilnahme am NHL All-Star Game - 2006 NHL Second All-Star Team | - 2008 Teilnahme am NHL All-Star Game (verletzungsbedingte Absage) - 2009 KHL-Verteidiger des Monats November - 2010 Teilnahme am KHL All-Star Game - 2010 KHL-Verteidiger des Monats Januar - 2010 KHL All-Star-Team - 2022 Sperrung der Trikotnummer 56 durch die Dallas Stars |

### International
| - 1988 Bronzemedaille bei der Junioren-Europameisterschaft - 1988 Bester Verteidiger der Junioren-Europameisterschaft - 1988 All-Star-Team der Junioren-Europameisterschaft - 1989 Goldmedaille bei der Junioren-Weltmeisterschaft | - 1990 Silbermedaille bei der Junioren-Weltmeisterschaft - 1992 Goldmedaille bei den Olympischen Winterspielen - 2019 Aufnahme in die Hockey Hall of Fame |

## Karrierestatistik

### International
| Vertrat die UdSSR bei: - U18-Junioren-Europameisterschaft 1988 - U20-Junioren-Weltmeisterschaft 1989 - U20-Junioren-Weltmeisterschaft 1990 | Vertrat die GUS bei: - Olympischen Winterspielen 1992 Vertrat Russland bei: - Weltmeisterschaft 1992 - World Cup of Hockey 1996 |

(Legende zur Spielerstatistik: Sp oder GP = absolvierte Spiele; T oder G = erzielte Tore; V oder A = erzielte Assists; Pkt oder Pts = erzielte Scorerpunkte; SM oder PIM = erhaltene Strafminuten; +/− = Plus/Minus-Bilanz; PP = erzielte Überzahltore; SH = erzielte Unterzahltore; GW = erzielte Siegtore; 1 Play-downs/Relegation; Kursiv: Statistik nicht vollständig)